# Abteikirche Bath

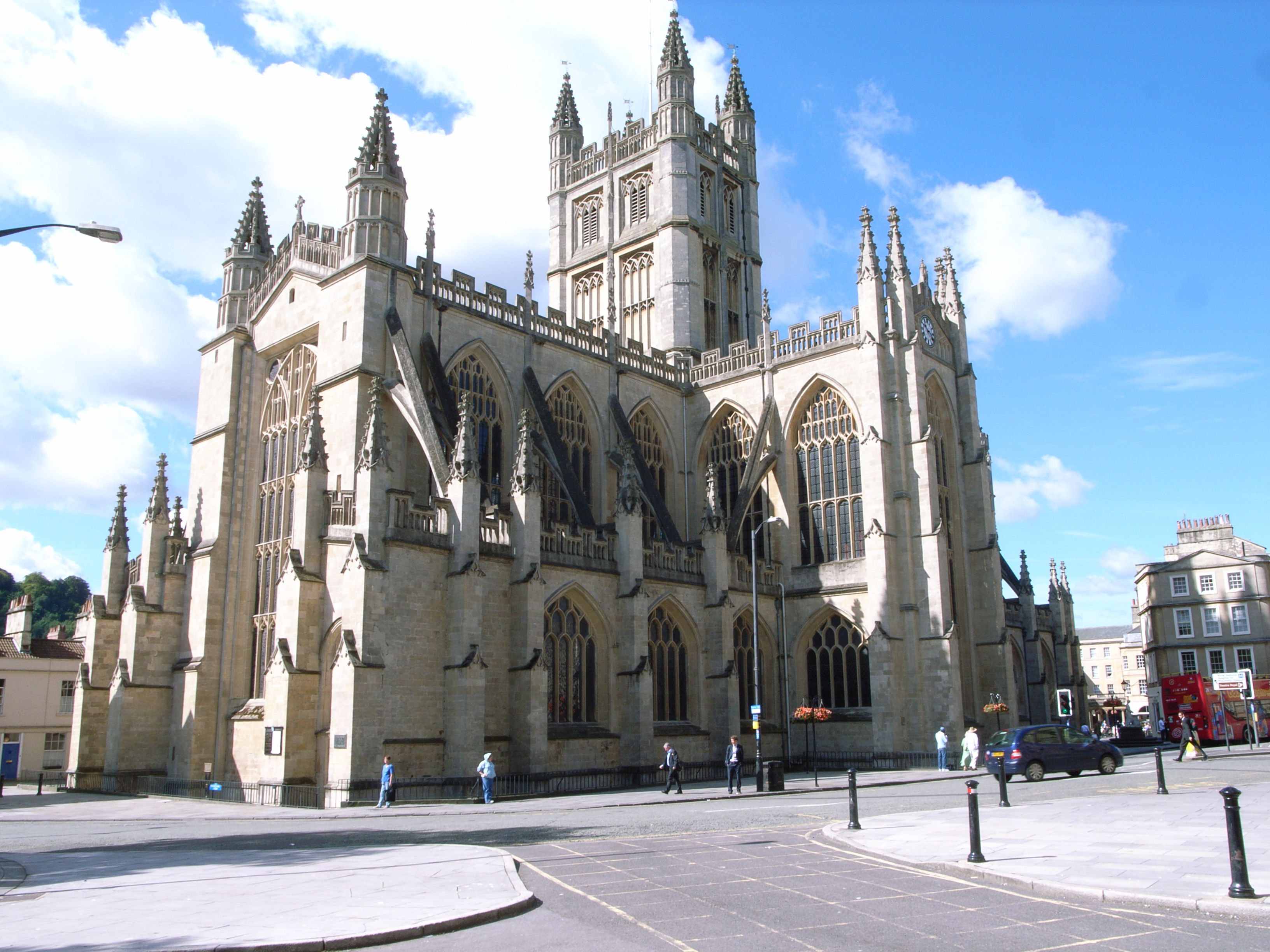
Abteikirche Bath

Die ehemalige Abteikirche Bath (The Abbey Church of Saint Peter and Saint Paul, Bath) ist eine anglikanische Pfarrkirche in der Stadt Bath in England.
Sie war ursprünglich die Kirche eines Benediktinerklosters und trägt das Patrozinium der Apostel Petrus und Paulus. Vorübergehend war sie Bischofssitz der Diözese Bath und Wells. Sie ist als Grade-I-Bauwerk anerkannt und gehört zum Major Churches Network.

## Lage
Die knapp 100.000 Einwohner zählende Stadt Bath zählt – neben dem nur etwa 30 km entfernten Wells und der Hafenstadt Bristol – zu den historisch bedeutsamsten Städten im Südwesten Englands. Die ehemalige Abteikirche liegt mitten in der Stadt. 

## Geschichte

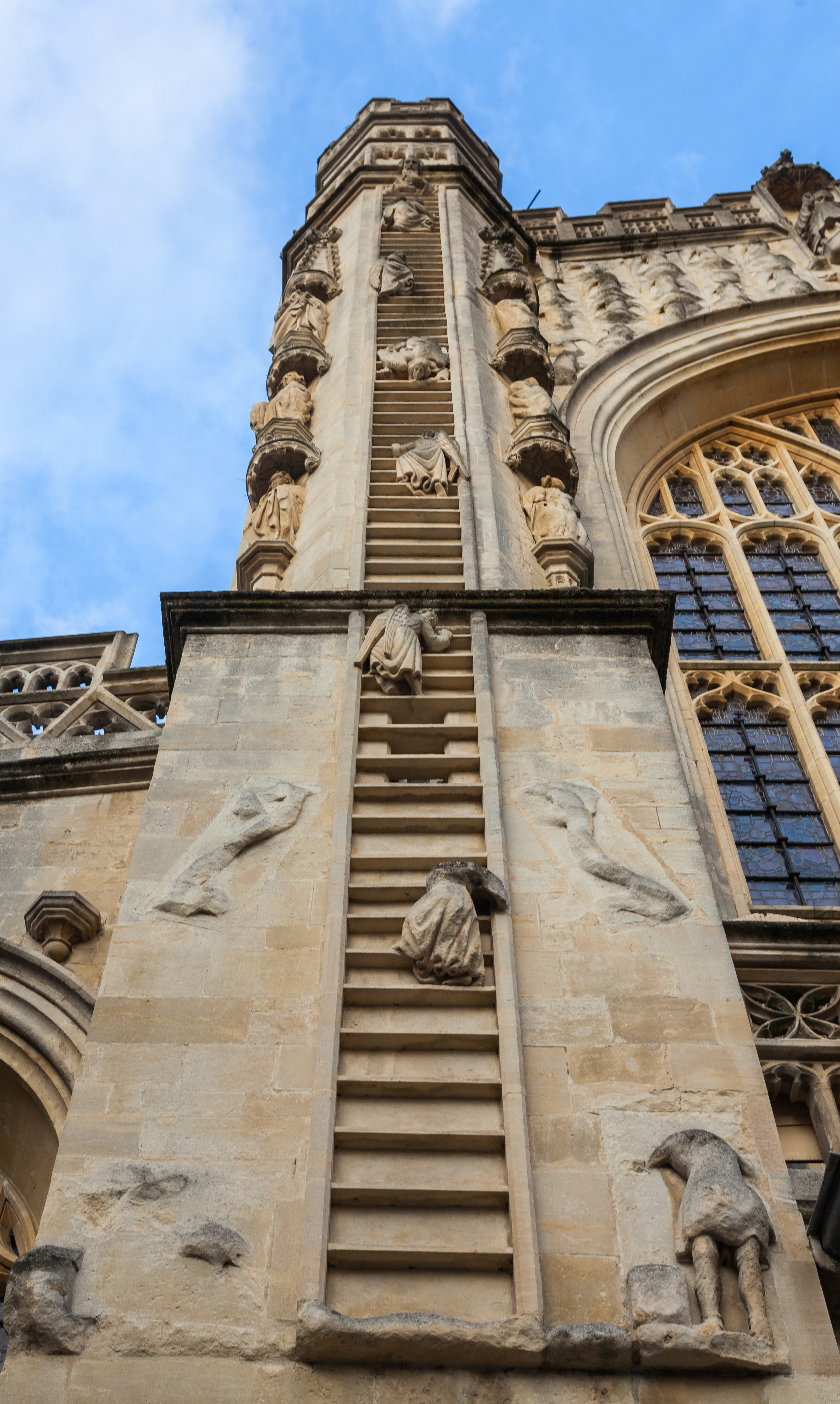
„Himmelsleiter“ (links)

Berichte über die Gründung einer Abtei in Bath reichen bis ins 7. Jahrhundert zurück; der Name der ersten Äbtissin lautete Bertana. Im Jahr 1088, also 22 Jahre nach der normannischen Eroberung Englands, wurde der Bau einer repräsentativen Bischofskirche im anglo-normannischen Stil beschlossen. Im 13. Jahrhundert wurde sie stark beschädigt und ab dem Jahr 1499 im Perpendicular Style wiederaufgebaut.
Die Kathedrale der Diözese Bath und Wells ging nach der Suprematsakte und der folgenden Lösung der englischen Kirche von Rom an das englische Königshaus. Im Jahr 1574 veranlasste die englische Königin Elisabeth I. eine Restaurierung, die sich bis 1611 hinzog. Ab dem Jahr 1583 wurde die ehemalige Abteikirche und Kathedrale als Pfarrkirche von Bath genutzt. Weitere Restaurierungen erfolgten in den Jahren 1860 bis 1877 unter dem Architekten George Gilbert Scott. Im Jahr 1999 wurde das 500. Jubiläum der Kirche gefeiert.

## Architektur
Die dreischiffige Kirche ist in Form eines lateinischen Kreuzes errichtet und fasst etwa 1200 Personen. Sie ist ca. 67 m lang und – einschließlich der Seitenschiffe – ca. 22 m breit. Das zweigeschossige Hauptschiff ist ca. 24 m hoch und von einem eindrucksvollen spätgotischen Fächergewölbe bedeckt; auch die Seitenschiffe sind in gleicher Weise eingewölbt. Im 49 m hohen Turm über der nach oben geschlossenen Vierung hängen zehn Glocken. 

## Ausstattung
Einzigartig an der ehemaligen Abteikirche sind die zwei steinernen Engelsleitern an der Westfassade, links und rechts des Portals. Sie wurden zu Beginn des 16. Jahrhunderts errichtet, nach einem nächtlichen Traum des Bischofs Oliver King, und wurden um 1900 erneuert. Zwei Engel scheinen die Leitern hinabzustürzen.
Das große Chorfenster über dem Hochaltar, in seltener rechteckiger Form, zeigt 56 Szenen aus dem Leben Jesu Christi. Das Westfenster ist nur wenig kleiner, aber im Scheitel angespitzt.

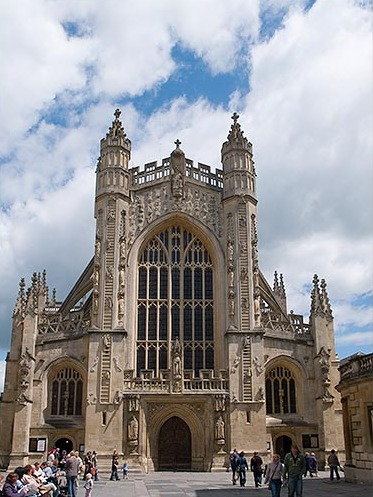
Westfassade
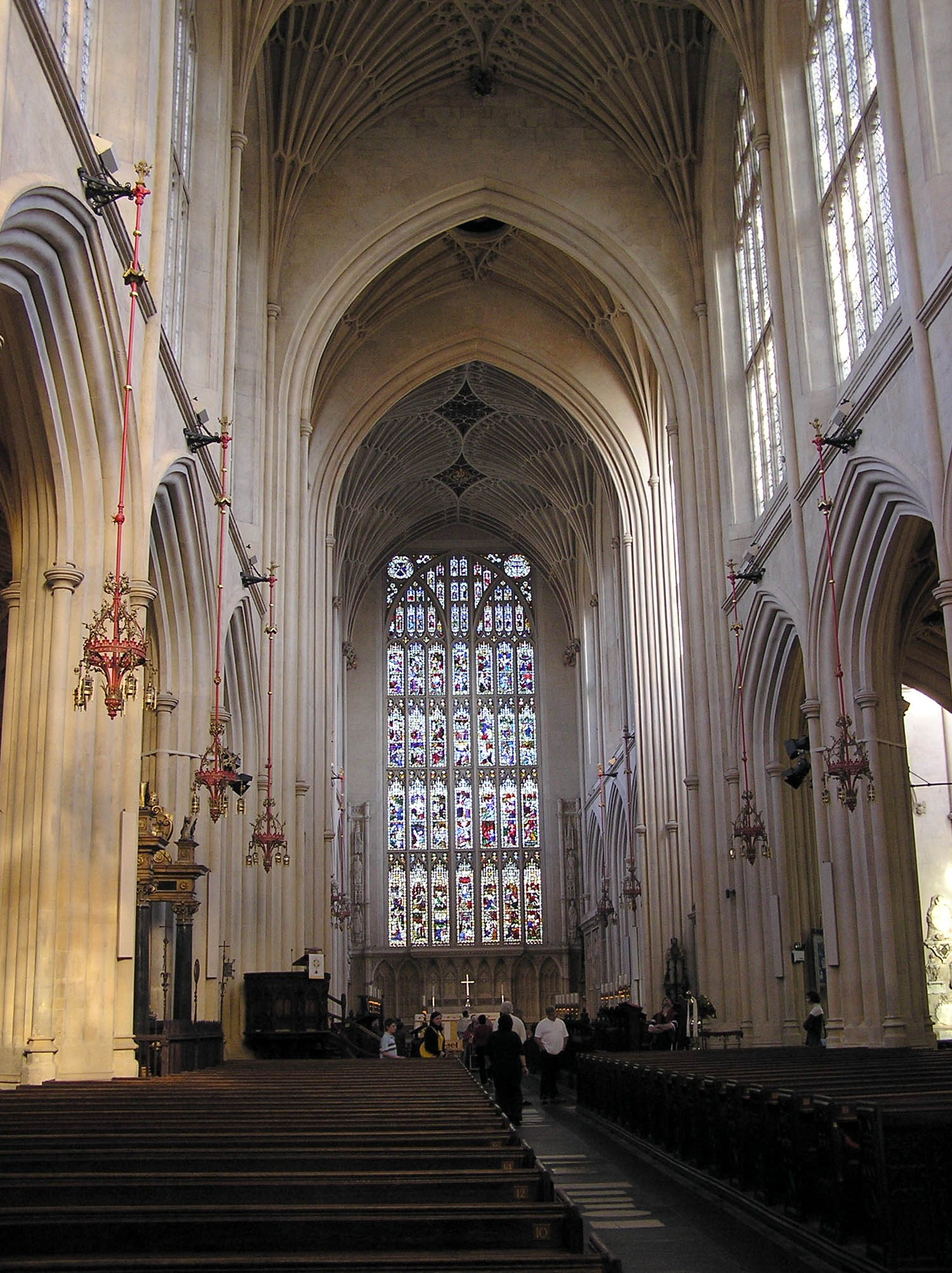
Innenraum der Kirche
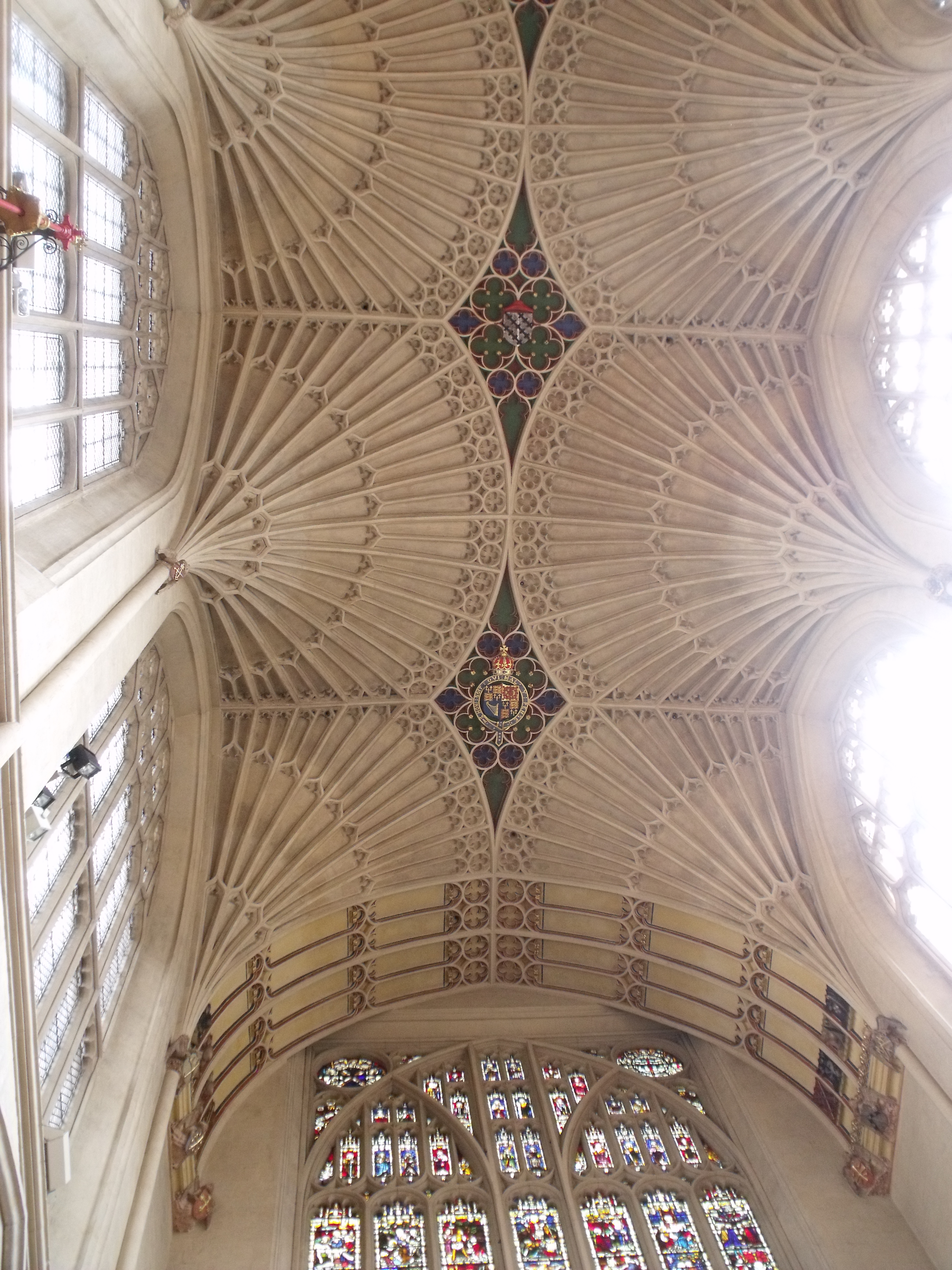
Fächergewölbe
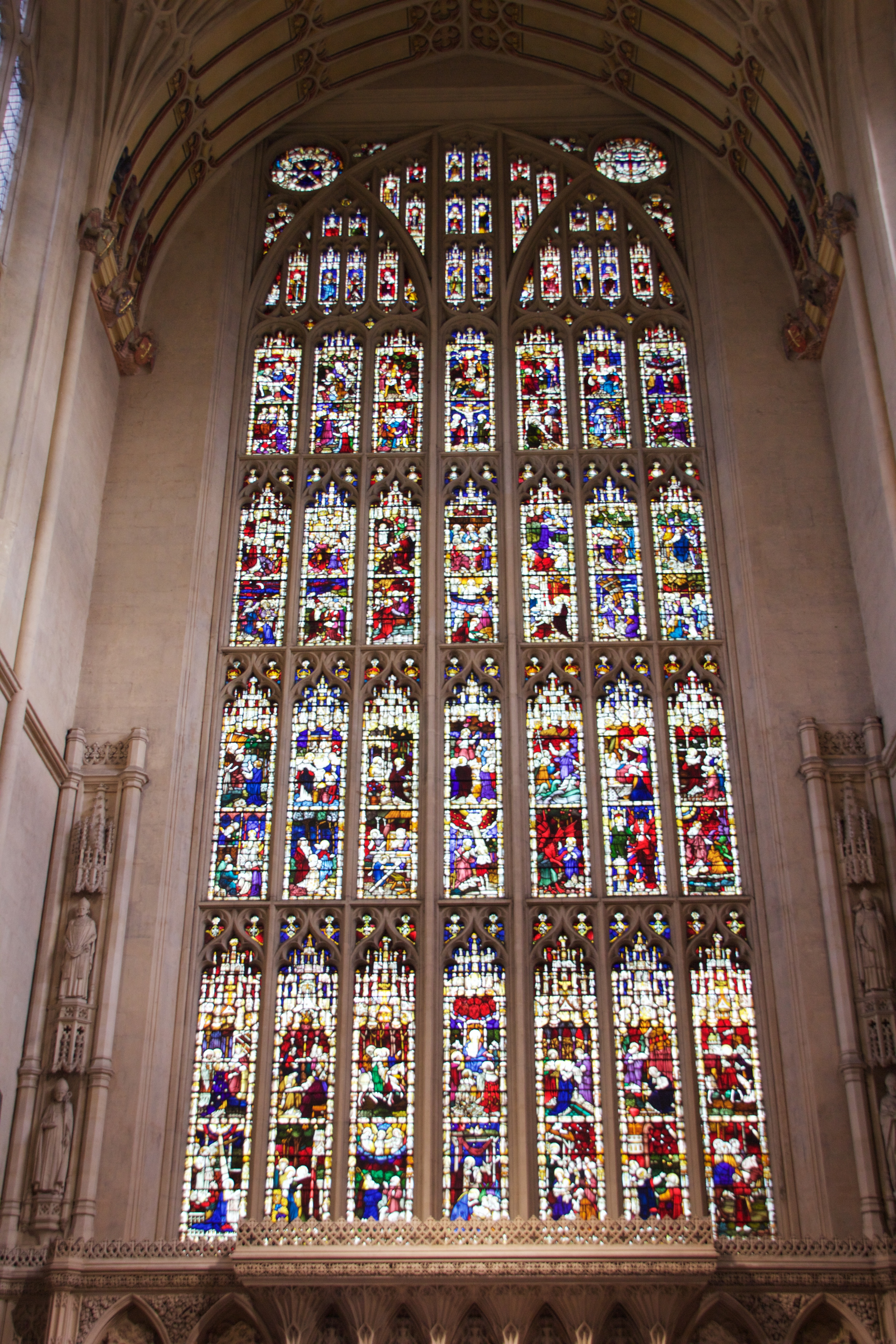
Chorfenster
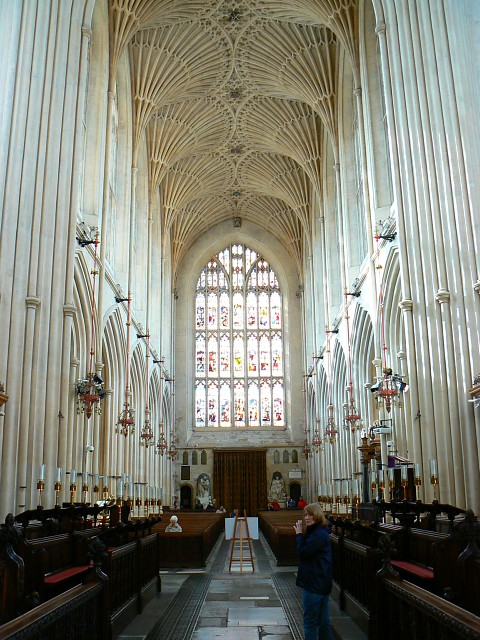
Westfenster
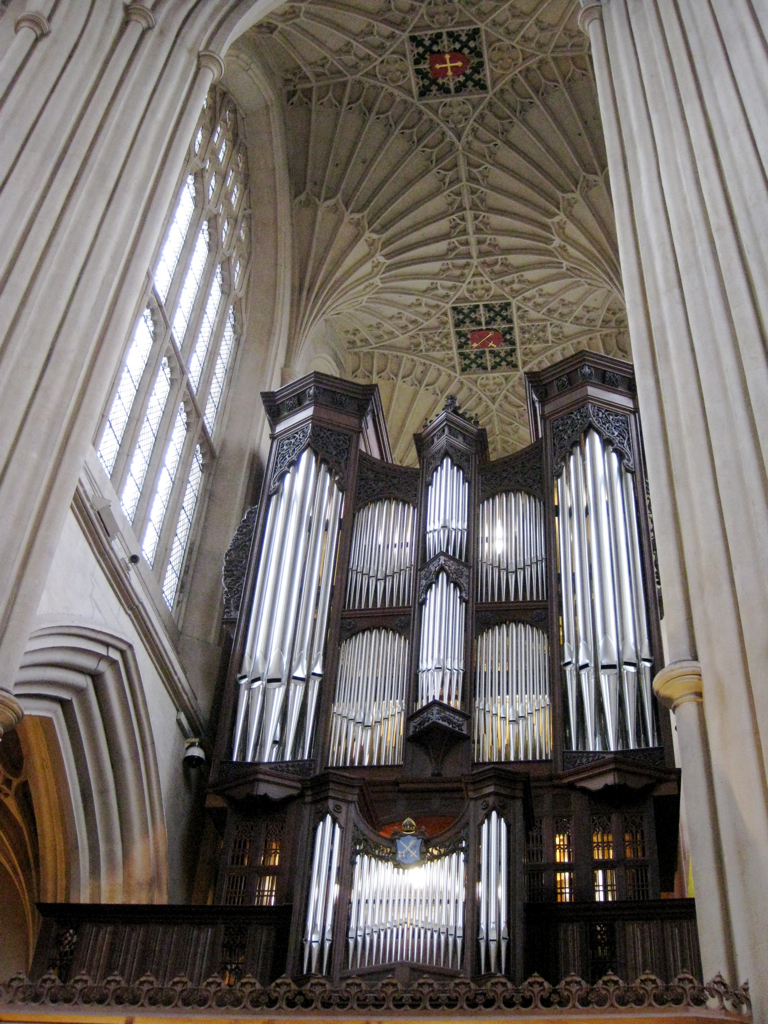
Orgel

## Orgel
Im Jahr 1997 wurde unter der Verwendung historischer Register von der Firma Johannes Klais/Bonn eine neue Hauptorgel geschaffen. Sie befindet sich im nördlichen Querschiff. Die 62 Register verteilen sich auf vier Manuale und Pedal. Die Spieltraktur ist mechanisch, die Registertraktur elektrisch. Sie besitzt folgende Disposition:
| I Positive C–c4 |                  |       |
| 1.              | Stopped Diapason | 8′    |
| 2.              | Principal        | 4′    |
| 3.              | Chimney Flute    | 4′    |
| 4.              | Fifteenth        | 2′    |
| 5.              | Sesquialter II   | 2 ⁄3′ |
| 6.              | Mixture 4f       | 1′    |
| 7.              | Crumhorn         | 8′    |
|                 | Tremulant        |       |

| II Great C–c4 |                      |       |
| 8.            | Double Open Diapason | 16′   |
| 9.            | Open Diapason        | 8′    |
| 10.           | Gamba                | 8′    |
| 11.           | Doppelflute          | 8′    |
| 12.           | Principal            | 4′    |
| 13.           | Open Flute           | 4′    |
| 14.           | Twelfth              | 2 ⁄3′ |
| 15.           | Fifteenth            | 2′    |
| 16.           | Cornett V (ab a)     | 8′    |
| 17.           | Full Mixture IV-V    | 2′    |
| 18.           | Sharp Mixture III    | 2⁄3′  |
| 19.           | Double Trumpet       | 16′   |
| 20.           | Posaune              | 8′    |
| 21.           | Clairon              | 4′    |
|               | Cimbelstern          |       |

| III Swell C–c4 |                  |     |
| 22.            | Bourdon          | 16′ |
| 23.            | Open Diapason    | 8′  |
| 24.            | Viola da Gamba   | 8′  |
| 25.            | Voix celeste     | 8′  |
| 26.            | Lieblich Gedackt | 8′  |
| 27.            | Principal        | 4′  |
| 28.            | Tapered Flute    | 4′  |
| 29.            | Flageolet        | 4′  |
| 30.            | Mixture V        | 2′  |
| 31.            | Contra Fagotto   | 16′ |
| 32.            | Trumpet          | 8′  |
| 33.            | Oboe             | 8′  |
| 34.            | Vox humana       | 8′  |
| 35.            | Clairon          | 4′  |
|                | Tremulant        |     |

| IV Choir/Solo C–c4 |                  |        |
| 36.                | Stopped Diapason | 8′     |
| 37.                | Salicional       | 8′     |
| 38.                | Unda maris       | 8′     |
| 39.                | Gemshorn         | 8′     |
| 40.                | Flauto traverso  | 4′     |
| 41.                | Nazard           | 2 ⁄3′  |
| 42.                | Piccolo          | 2′     |
| 43.                | Tierce           | 1 3⁄5′ |
| 44.                | Larigot          | 1 ⁄3′  |
| 45.                | Cor anglais      | 16′    |
| 46.                | Trumpette        | 8′     |
| 47.                | Clarinet         | 8′     |
| 48.                | Tuba mirabilis   | 8′     |
|                    | Tremulant        |        |

| Pedal C–g1 |                      |       |
| 49.        | Double Open Diapason | 32′   |
| 50.        | Open Wood            | 16′   |
| 51.        | Open Diapason        | 16′   |
| 52.        | Violone              | 16′   |
| 53.        | Bourdon              | 16′   |
| 54.        | Principal            | 8′    |
| 55.        | Cello                | 8′    |
| 56.        | Bassflute            | 8′    |
| 57.        | Fifteenth            | 4′    |
| 58.        | Mixture              | 2 ⁄3′ |
| 59.        | Contra Posaune       | 32′   |
| 60.        | Trombone             | 16′   |
| 61.        | Posaune              | 16′   |
| 62.        | Clairon              | 8′    |

- Koppeln:
  - Normalkoppeln: I/II, III/I, IV/II, III/I, IV/I, IV/III, I/P, II/P, III/P, IV/P
  - Suboktavkoppeln: III/III, IV/IV
  - Superoktavkoppeln: III/III, IV/IV
- Spielhilfen: Great & Pedal Combinations combined

## Sonstiges
Der Chor der Bath Abbey ist weit über die Grenzen Englands hinaus bekannt und hat zahlreiche Schallplatten und CDs aufgenommen.